# Discografia de Bruce Dickinson
Discografia do músico britânico Bruce Dickinson.

## Discografia solo

### Álbuns de estúdio
| Ano                                                  | Detalhes                                                                                               | Posições nas paradas | Posições nas paradas | Posições nas paradas | Posições nas paradas | Posições nas paradas | Posições nas paradas | Posições nas paradas | Posições nas paradas | Posições nas paradas | Certificações de vendas |
| Ano                                                  | Detalhes                                                                                               | UK                   | AUT                  | FIN                  | GER                  | JPN                  | NLD                  | SWE                  | SWI                  | US                   | Certificações de vendas |
| ---------------------------------------------------- | --- | -------------------- | -------------------- | -------------------- | -------------------- | -------------------- | -------------------- | -------------------- | -------------------- | -------------------- | ----------------------- |
| 1990                                                 | Tattooed Millionaire - Lançamento: 8 de maio - Gravadora: EMI (CDP 79 4273 2) - Formato: CD, LP, CS    | 14                   | —                    | 7                    | 39                   | —                    | —                    | 33                   | 35                   | 100                  | - Reino Unido : Prata   |
| 1994                                                 | Balls to Picasso - Lançamento: Junho - Gravadora: EMI (8-29682-2) - Formato: CD, LP, CS                | 21                   | 26                   | 6                    | 46                   | 25                   | 82                   | 8                    | 29                   | 185                  |                         |
| 1996                                                 | Skunkworks - Lançamento: 19 de fevereiro - Gravadora: Sanctuary (SMEDD196) - Formato: CD, LP, CS       | 41                   | —                    | 14                   | —                    | 69                   | —                    | 40                   | —                    | —                    |                         |
| 1997                                                 | Accident of Birth - Lançamento: 3 de junho - Gravadora: Castle (0000124RAW) - Formato: CD, LP, CS      | 53                   | —                    | 13                   | 52                   | 30                   | 93                   | 46                   | —                    | —                    |                         |
| 1998                                                 | The Chemical Wedding - Lançamento: 14 de julho - Gravadora: Sanctuary (SMRCD214) - Formato: CD, LP, CS | 55                   | —                    | 22                   | 41                   | 64                   | —                    | 31                   | —                    | —                    |                         |
| 2005                                                 | Tyranny of Souls - Lançamento: 23 de maio - Gravadora: Sanctuary (MYNCD035) - Formato: CD              | 65                   | 56                   | 10                   | 39                   | 75                   | 96                   | 10                   | 73                   | 180                  |                         |
| "—" significa que a gravação não entrou nas paradas. | |                      |                      |                      |                      |                      |                      |                      |                      |                      |                         |

### Álbuns ao vivo
| Ano  | Detalhes                                                                                        | Notes |
| ---- | ----------------------------------------------------------------------------------------------- | --- |
| 1995 | Alive in Studio A - Lançamento: Março - Gravadora: Castle (RAWDD102) - Formato: CD, LP, CS      | O álbum foi lançado em um conjunto de disco duplo. O primeiro CD foi gravado ao vivo em estúdio, e o segundo no Marquee Club. Chegou a posição 96 na UK.                                                                                 |
| 1999 | Scream for Me Brazil - Lançamento: 2 de novembro - Gravadora: Sanctuary (NR 4502) - Formato: CD | Este é um disco de 70 minutos de duração gravado em São Paulo em 1999, durante a "turnê mundial Chemical Wedding". É a segunda tour de Bruce Dickinson a contar com Adrian Smith na guitarra. Chegou a posição 177 nas paradas inglesas. |

### Compilações
| Ano  | Detalhes                                                                                                | Posições nas paradas | Posições nas paradas | Posições nas paradas | Posições nas paradas | Notas |
| Ano  | Detalhes                                                                                                | UK                   | FIN                  | GER                  | SWE                  | Notas |
| ---- | --- | -------------------- | -------------------- | -------------------- | -------------------- | --- |
| 2001 | The Best of Bruce Dickinson - Lançamento: 25 de setembro - Gravadora: Metal-Is (MISCD014) - Formato: CD | 141                  | 6                    | 72                   | 42                   | Inclui duas novas canções, "Broken" e "Silver Wings". A versão inglesa inclui um CD bônus de quatorze faixas, contendo canções raras que aparecem apenas em lados-B de singles. |

### Vídeos
| Ano  | Detalhes                                                                              | Posições nas paradas | Posições nas paradas | Posições nas paradas | Posições nas paradas | Posições nas paradas | Posições nas paradas | Posições nas paradas | Notas |
| Ano  | Detalhes                                                                              | UK                   | DEN                  | FIN                  | FRA                  | ITA                  | SWE                  | US                   | Notas |
| ---- | ------------------------------------------------------------------------------------- | -------------------- | -------------------- | -------------------- | -------------------- | -------------------- | -------------------- | -------------------- | --- |
| 1991 | Dive! Dive! Live! - Lançamento: 1 de julho - Gravadora: PMI (PMI49073) - Formato: VHS | —                    | —                    | —                    | —                    | —                    | —                    | —                    | o Show foi filmado em Los Angeles, Califórnia, em 14 de agosto de 1990 durante a parte americana da tour Tattooed Millionaire. Foi dirigido por James Yukich, conhecido por trabalhar no Live After Death do Iron Maiden.   |
| 1997 | Skunkworks Live Video - Lançamento: 1997 - Gravadora: Victor (VIVP-66) - Formato: VHS | —                    | —                    | —                    | —                    | —                    | —                    | —                    | A performance foi filmada em 31 de maio e em 1 de junho de 1996 em Pamplona e Gerona, Espanha, durante a turnê mundial de Skunkwoks. Foi dirigido por Julian Doyle e lançado somente no Japão.                              |
| 2006 | Anthology - Lançamento: 20 de junho - Gravadora: Sanctuary (SVE4011) - Formato: DVD   | 3                    | 3                    | 2                    | 20                   | 9                    | 10                   | 36                   | Um pacote de tres DVDs contendo os shows Dive! Dive! Live! (1991), Skunkworks Live Video (1997) e Scream for Me Brazil (1999), além de todos os videoclipes promocionais e mais de uma hora de extras e filmagens inéditos. |

### Singles
| 1990 | "Tattooed Millionaire" | 18 | 14 | —  | —  | Tattooed Millionaire |
| 1990 | "All the Young Dudes " | 23 | 10 | 25 | —  | Tattooed Millionaire |
| 1990 | "Dive! Dive! Dive!"    | 45 | —  | —  | —  | Tattooed Millionaire |
| 1990 | "Born in '58"          | 81 | —  | —  | —  | Tattooed Millionaire |
| 1994 | "Tears of the Dragon"  | 28 | 6  | —  | 36 | Balls to Picasso     |
| 1994 | "Shoot All the Clowns" | 37 | 20 | —  | —  | Balls to Picasso     |
| 1995 | "Sacred Cowboys" #     | —  | —  | —  | —  | Balls to Picasso     |
| 1996 | "Back from the Edge"   | 68 | —  | —  | —  | Skunkworks           |
| 1996 | "Solar Confinement" #  | —  | —  | —  | —  | Skunkworks           |
| 1997 | "Accident of Birth"    | 54 | —  | —  | —  | Accident of Birth    |
| 1997 | "Man of Sorrows " §#   | —  | —  | —  | —  | Accident of Birth    |
| 1998 | "Killing Floor " §     | —  | —  | —  | —  | The Chemical Wedding |
| "—" significa que a gravação não entrou nas paradas. "§" significa que foi lançado apenas no Japão. # significa que foi lançado apenas no Reino Unido. |                        |    |    |    |    |                      |

## Participações
| Ano  | Canção                                       | Álbum                                                       | Ref.   |
| ---- | -------------------------------------------- | ----------------------------------------------------------- | ------ |
| 1989 | "Bring Your Daughter to the Slaughter"       | A Nightmare on Elm Street 5 OST                             | [ 21 ] |
| 1989 | "Smoke on the Water"                         | The Earthquake Album de Rock Aid Armenia                    | [ 22 ] |
| 1992 | "(I Want to Be) Elected"                     | None (single)                                               | [ 23 ] |
| 1994 | "Sabbath Bloody Sabbath"                     | Nativity in Black: A Tribute to Black Sabbath               | [ 24 ] |
| 1997 | "Bohemian Rhapsody"                          | Friends for Life                                            | [ 25 ] |
| 1997 | "Elected"                                    | Bean OST (originalmente lançado em 1992 para oComic Relief) | [ 26 ] |
| 1998 | "The Zoo"                                    | ECW: Extreme Music                                          | [ 27 ] |
| 1998 | "Trumpets of Jericho"                        | Child's Play 4: The Bride of Chucky OST                     | [ 28 ] |
| 1998 | "Black Widow"                                | Humanary Stew: A tribute to Alice Cooper                    | [ 29 ] |
| 2000 | "Into the Black Hole"                        | Universal Migrator Part 2: Flight of the Migrator           | [ 30 ] |
| 2000 | "The One You Love to Hate"                   | Resurrection                                                | [ 31 ] |
| 2000 | "Wannabe Gangstar"                           | Wheatus                                                     | [ 32 ] |
| 2004 | "Shout It Out Loud"                          | Sheep in KISS Make Up                                       | [ 33 ] |
| 2005 | "Beast in the Light"                         | Execution                                                   | [ 34 ] |
| 2008 | "Chemical Wedding"                           | Chemical Wedding OST                                        | [ 35 ] |
| 2008 | "Man of Sorrows"                             | Chemical Wedding OST                                        | [ 35 ] |
| 2010 | "2 Minutes Silence"                          | Video de The Royal British Legion                           | [ 36 ] |
| 2012 | "Second Movement: Andante"                   | Concerto for Group and Orchestra de Jon Lord                |        |
| 2013 | "Behind Blue Eyes", "Black Night", "Emerald" | The Sunflower Superjam 2012: Live at the Royal Albert Hall  | [ 37 ] |

## Com o Speed
- Single - On The Road / Man In The Street

## Com oSamson
- Head On (1980)
- Shock Tactics (1981)
- Live at Reading 1981 (1990)

## Com oIron Maiden
- The Number of the Beast (1982)
- Piece of Mind (1983)
- Powerslave (1984)
- Live After Death (1985) Ao vivo
- Somewhere in Time (1986)
- Seventh Son of a Seventh Son (1988)
- No Prayer for the Dying (1990)
- Fear of the Dark (1992)
- Brave New World (2000)
- Dance of Death (2003)
- A Matter of Life and Death (2006)
- The Final Frontier (2010)
- The Book of Souls (2015)